# Crowdvoting
Crowdvoting bezeichnet ein Verfahren, bei dem eine größere Menge überregional verteilter Personen (die crowd) über eine Fragestellung abstimmt (voting). Bei Crowdvoting erfolgt die Übermittlung der Stimme auf elektronischem Weg.

Like-Button

Ein Beispiel für Crowdvoting ist der „Like-Button“ bei Facebook. Durch anklicken des Like-Buttons kann der Facebook-Nutzer zum Ausdruck bringen, ob er einen Beitrag mag oder nicht. Crowdvoting ist inzwischen sehr verbreitet. Websites wie YouTube oder Reddit sortieren die Reihenfolge ihrer Beiträge nach den Abstimmungsergebnissen der Benutzer der Websites.
Die Spannbreite der Fragen und möglichen Antworten reicht dabei vom einfachen „Mag ich...?“ Ja/Nein bis hin zu umfangreichen Bewertungsbögen, bei denen Noten in verschiedenen Kategorien vergeben werden können. Diese Art der Befragung findet sich in Testportalen, in denen man sich über die Qualität und Eigenschaften von Produkten oder Dienstleistungen informieren kann. Ein bekanntes Beispiel ist die Bewertung von Hotels in Reiseportalen durch ehemalige Gäste.

## Einordnung
Crowdvoting wird in Webartikeln oft als Element oder Untergruppe des Crowdsourcing angesehen. Beide Begriffe zielen darauf ab, „die Weisheit der Vielen“ für einen bestimmten Zweck nutzbar zu machen. Crowdsourcing hat sich erst lange nach Einführung des Internets herausgebildet. Für das Crowdvoting dagegen lassen sich Beispiele aus den Anfängen des Internets finden.
Das Crowdvoting ist mit sehr einfachen Mitteln durchführbar. Einfache Fragen lassen sich mit einem einzelnen Mausklick beantworten. Im Vergleich zu andern Crowdsourcingstrategien hat Crowdvoting die niedrigsten Produktionskosten.
Auch im Crowdinvesting findet das Crowdvoting mittlerweile Verbreitung. Aktuell (Stand: Juni 2014) bietet Welcome Investment als einzige Crowdinvesting-Plattform einen Voting-Prozess, in dem die User mitbestimmen dürfen, welche Unternehmen über die Plattform nach Kapital suchen dürfen. Nach Unternehmensaussagen sollen die User auch darüber hinaus aktiv mit eingebunden werden. Crowdvoting-Ansätze hatten auch die beiden Plattformen meet&seed sowie United Equity, die jedoch beide seit 2012 nicht mehr aktiv sind und über eine Planungsphase nicht hinauskamen.

## Vorgeschichte
Die früheste Form des Crowdvoting im deutschen Sprachraum war vermutlich der Lichttest in der Fernsehshow „Wünsch Dir was“ im Jahr 1969. Die Zuschauer führten die Abstimmung mittels An-/Abschalten von elektrischen Geräten durch. Gemessen wurde die Abstimmung im Elektrizitätswerk anhand der Schwankungen im Stromverbrauch. Dieses Verfahren war ungenau. Seit 1979 ließen sich Entscheidungen mit nur wenigen Stimmen Unterschied mit dem Tele-Dialog (auch bekannt als TED) bestimmen. Ab 1981 verhalf die Fernsehsendung Wetten, dass..? dem Verfahren zu deutschlandweiter Bekanntheit.

## Kommerzielle Nutzung
Werbung, Marketing, Marktforschung haben früh begonnen, das Crowdvoting zu nutzen. Entsprechende Bewertungsbuttons oder Zufriedenheitsabfragen finden sich überall im Netz als Begleiterscheinung kommerzieller Angebote. Im Rahmen der Marktforschung werden Kundenbefragungen mittels Crowdvoting durchgeführt. Über Crowdvoting erreichen die Marktforscher in sehr kurzer Zeit ein sehr breites Publikum. Dabei sind die über die Käuferschicht gewonnenen Informationen qualitativ in der Regel den eingeführten Kundenbefragungstechniken unterlegen. 

## Politische Meinungsäußerung
Langsamer als in der Betriebswirtschaft schreitet die Nutzung des Crowdvoting im Internet im Sektor Politik und Öffentliche Verwaltung voran. Einer der Vorreiter ist hier der Staat Kalifornien. Der Los Angeles County Registrar (vergleichbar einem regionalen Wahlleiter in Deutschland) Dean Logan sah sich 2009 durch leere Staatskassen und veraltete Wahlmaschinen gezwungen, neue Wege zu gehen. In einer großen Kampagne ließ er Bürger und Wahlhelfer des LA County befragen, wie sie sich den Wahlvorgang in der Zukunft vorstellen würden. Aus den Ergebnissen wurden Designkriterien für die zukünftige Lösung abgeleitet, und auf der Crowdsourcing-Plattform OpenIDEO wurde ein Designwettbewerb ausgeschrieben. Von ursprünglich 453 Vorschlägen wurden letztendlich 11 Entwürfe (im März 2012) durch die Auftraggeber ausgewählt. Dabei wurde der Vorschlag, der in der vorletzten Runde das beste Crowdvoting Ergebnis (applause) erzielt hatte (Geldautomaten als Wahlterminals zu verwenden), nicht berücksichtigt. Der am 27. März 2014 zugängliche Phasenplan sieht eine Umsetzung des LA County Voting-Systems bis Ende 2015 vor und wird nach diesem Planungsstand auf eine Lösung mit Touchscreen-Terminals hinauslaufen.

### Bestehende private Plattformen
Inzwischen bieten Plattformen wie Avaaz oder Campact die Möglichkeit, mittels Crowdvoting politische Meinungsäußerung abzugeben. Noch beschränkt sich diese Form politischer Bürgerbeteiligung auf Kampagnen, die inhaltlich mehr oder weniger von Einzelpersonen oder Interessengruppen vorgegeben werden. Bei den vorgenannten Plattformen erfolgt die Auswahl der unterstützten Kampagnen durch ein wenig transparentes Auswahlverfahren durch eine Untermenge aktiver Unterstützer der Plattform. Ist eine Kampagne erst einmal gestartet, bleibt der Text unverändert. Man kann sie unterzeichnen – oder auch nicht. Einen demokratischen Einfluss auf die Aussagen im Aufruf zur Kampagne hat die crowd nicht. Die Verfahren von Avaaz und Campact gleichen somit einem Aufruf zu einer Demonstration, die elektronisch im Internet stattfindet.

### Öffentliche Plattformen – direkte Demokratie
Verwandtschaft und Abgrenzung der Begriffe Crowdvoting und direkte bzw. unmittelbare Demokratie
Nach Peter Neumann ist der Begriff der unmittelbare Demokratie sowohl auf Wahlen von Volksvertretern, als auch auf Sachentscheidungen anwendbar. Er prägte hierfür den Begriff „Sachunmittelbare Demokratie“. Wenn z. B. ein Turnschuhhersteller seine Kunden über das Design eines neuen Turnschuhmodells mittels Crowdvoting abstimmen lässt, handelt es sich um eine Sachentscheidung. Das Crowdvoting ist somit das Wahlverfahren, das bei gewissen Voraussetzungen und Annahmen eine unmittelbare demokratische Entscheidung über die Modellwahl des Turnschuhs herbeiführt. Eine Annahme ist, dass der Hersteller jede Entscheidung der Crowd akzeptiert und auch Modelle realisiert, die er für wenig profitabel hält. Eine andere ist, dass weder aus der Crowd (z. B. durch mehrfache Stimmabgabe), noch durch den Turnschuhhersteller oder sonstige Beteiligte, das „eine Stimme je Wähler Prinzip“ durch Manipulation verletzt wird. Ferner wäre vorauszusetzen, dass alle Personen, die über das Turnschuhmodell hätten abstimmen wollen, dazu auch in der Lage waren.
Somit kann Crowdvoting prinzipiell als ein Verfahren für die Herbeiführung unmittelbar demokratischer Sachentscheidungen angesehen werden. Die meisten im Internet implementierten Verfahren des Crowdvoting sind jedoch intransparent und nicht besonders gegen Manipulation geschützt. Gerade zu Produktbewertungsportalen und Reiseportalen sind Manipulationsvorwürfe immer wieder Teil der öffentlichen Diskussion.
Öffentliche Plattformen
Eine öffentliche Plattform, in der ein Diskurs über das Für und Wider zu bestimmten Fragestellung vom Bürger geführt werden kann und in dem er Regierung, Ministerien und Parlamente zu konkreten Handlungen auffordern kann, gibt es derzeit in Deutschland nicht. Öffentliche Stellen können hierzu die immer zahlreicher werdenden privaten Plattformen für Crowdvoting und Crowdsourcing nutzen. Das Beispiel des LA County hat gezeigt, wie Crowdvoting und Crowdsourcing derzeit auf politische Entscheidungsprozesse angewendet werden kann. Dennoch machen öffentliche Stellen davon eher selten gebrauch.
Ein öffentliches Crowdvoting und Crowdsourcing-Portal würde finanziell und organisatorisch über andere Mittel verfügen und wäre besser in die Schnittstelle zwischen Regierung und Bürger zu integrieren, als ein privates. Ferner bleibt es eine bisher ungelöste technische und legislative Herausforderung die Voraussetzungen dafür zu schaffen z. B. Volksbegehren über solche Portale zu realisieren – unter anderem deshalb, weil ein solcher Entwicklungsauftrag bisher nicht erteilt wurde.
Entsprechende Überlegungen und Vorbereitungen zu Möglichkeiten und Formen einer E-Partizipation gibt es bereits seit 2005 in der Europäischen Union.
Siehe auch
- Bingo Voting
- E-Demokratie
- E-Partizipation
- Elektronische Wahl
- Internetwahl